# Dolomedes batesi
Espèce
Dolomedes batesi est une espèce d'araignées aranéomorphes de la famille des Dolomedidae.

## Distribution
Cette espèce est endémique du Cameroun. Elle se rencontre vers Efoulan.

## Description
La femelle holotype mesure 23 mm.

## Systématique et taxinomie
Cette espèce a été décrite par Pocock en 1903.

## Étymologie
Cette espèce est nommée en l'honneur de George Latimer Bates.

## Publication originale
- Pocock, 1903 : « Some new spiders from the camaroons collected by Mr G. L. Bates. » Annals and Magazine of Natural History, sér. 7, vol. 11, p. 258-264 (texte intégral).